# Anelassorhynchus sabinus
Anelassorhynchus sabinus är en djurart som tillhör fylumet skedmaskar, och som först beskrevs av Lanchester 1905.  Anelassorhynchus sabinus ingår i släktet Anelassorhynchus och familjen Echiuridae. Inga underarter finns listade i Catalogue of Life.